# محمد سالم البيحاني
محمد بن سالم بن حسين الكدادي البَيْحاني عالم وداعية وأديب يمني، وُلد في 20 أغسطس 1908م في بيحان بمحافظة شبوة. اشتهر بنشاطه الدعوي حيث شارك في تأسيس نادي الإصلاح العربي الإسلامي عام 1929 والجمعية الإسلامية للتربية والتعليم عام 1950، كما أسس المعهد العلمي الإسلامي في عدن عام 1957 وكان خطيباً في جامع العسقلاني بكريتر حتى العام 1969 وقد خلف تراثاً كبيراً من المؤلفات الدينية والأدبية والاجتماعية.

## تعليمه
نشأ البيحاني في أسرة مهتمة بالعلوم الدينية وقد ساعده ذلك على تعلم القرآن الكريم وبعض المبادي الدينية، قبل أن يفقد بصره وهو في سن الخامسة، درس الفقه على علماء من مسقط رأسه في بيحان، ثم توجه إلى مدينة تريم في حضرموت عام 1916 فدرس علوم الدين واللغة العربية على عدد من علمائها، كما درس على علماء مدينة عدن.
شارك في بعثة علمية إلى مصر ودرس في جامعة الأزهر بالقاهرة، فنال الشهادتين الأهلية والعالمية خلال ثلاث سنوات.

## أعماله
له عدد من الدواوين المطبوعة منها:
- «أشعة الأنوار على مرويات الأخبار» (جزءان) - مطبعة العلم - دمشق - 1964.
- «تربية البنين» أرجوزة شعرية - دار الفكر - بيروت (د.ت).
- «رباعيات البيحاني» مقتطفات في العبر والمعاني - مكتبة جدة - جدة (د.ت).
- «العطر اليماني من أشعار البيحاني» - مختارات - طبعت في دولة قطر.[3]

كما أن له عددا من الكتب الدينية منها:
«إصلاح المجتمع»، و«عبادة ودين»، و«أستاذ المرأة»، و«كيف نعبد الله؟»، و«زوبعة في فنجان»، و«الفتوحات الربانية بالخطب والمواعظ القرآنية».

## وفاته
توفى في مدينة تعز في 13 فبراير 1972م.